# 日本华语
日本华语是在日华人圈中普遍使用的一种汉语变体，使用人数约100万。虽然日本华语主要基于普通话，但在日常口语及用词上明显受到日语词汇和表达方式的影响（如使用"株式会社"代替"股份有限公司"）。这种语言变体既保留了汉语的基本特征，又融入了日本当地的语言文化元素，形成了独特的语言景观。
汉语亦是日本首都以及其他西部与北部道府县的主要通行语言之一。除了日语之外，汉语亦是全日本中最通行的语言。不过，日本都市圈以外的地方使用汉语的情况远远不如都市圈般流行。

## 历史

### 背景
日本与汉语的接触可以追溯到古代，早在隋唐时期，日本就通过派遣遣隋使、遣唐使等方式大量吸收中国的汉字和文化。在很长一段历史时期内，日语书写系统完全依赖汉字，甚至日本古代官方文书和史书如《古事记》、《日本书纪》等都完全用汉语写成。这种深厚的汉字文化基础为后来华语在日本的发展奠定了基础。
17世纪江户时代，日本实行锁国政策，仅保留长崎作为对外贸易港口，与中国进行有限贸易。为此，德川幕府在长崎设置了"唐通事"一职，主要由中国移民世袭担任，负责汉语翻译和教学工作。这些早期的汉语教育为后来华语在日本的传播埋下了种子。

### 汉语在日本的发展
1935年6月1日，NHK开始对外广播，次年即1937年开设了华语广播服务。最初的华语播音员由几名中国留学生担任，他们使用的中文带有文言色彩。1949年新中国成立后，尽管中日尚未建交，但日本各大学的中文课程开始教授接近大陆普通话的汉语，这对华语广播的语言标准产生了影响。
1950年NHK重组后，华语广播理念发生转变，强调中立、平衡的新闻报道。1972年中日邦交正常化后，华语广播受到更多重视，NHK中国班的播音员人数从几个人增加到16人。1980年代，随着中国改革开放，大量中国留学生赴日，为NHK华语广播注入了新鲜血液，节目数量和质量在1990年代达到顶峰。
随着互联网兴起和媒体环境变化，传统华语广播的影响力有所下降，但日本华语在华人社区中的使用持续发展。2000年后，日本出现了"汉语热"，2005年统计显示至少有100万日本人在学习汉语。同时，华语流行歌曲如周杰伦的《发如雪》等被编入日本汉语教材，成为学习汉语的新方式。
值得注意的是，日本华语在发展过程中也受到了"和制汉语"的深刻影响。这些由日本创造的汉语词汇如"电话"、"科学"、"社会"等，占现代汉语科技名词的70%，它们通过留学生和媒体交流回流中国，同时也影响了在日华人的语言使用。

## 使用情况统计

### 人口普查
截至2018年6月，日本法务省统计显示在日华人总数已超过74万人。这些华人中，相当比例是在日本出生或幼年时随父母移居日本的"华二代"、"华三代"，他们的中文水平参差不齐，构成了日本华语使用者的主体。
在语言学习方面，2005年的数据显示日本有超过100万人通过各种形式学习汉语。2007年，华语流行歌曲被编入《通过唱歌记住中国话》教材，显示汉语学习在当时的日本成为一种时尚。不过2012年的调查显示，虽然中文仍是日本人最想学习的语言(21%)，但相比前一年的38%有明显下降，这可能与当时中日政治关系紧张有关。

### 地区分布
东京是日本华人最集中的地区。根据统计，东京23区中，丰岛区的池袋是华人最密集的区域，这里中餐馆林立，中华物产店众多，集中了东京约70%的中国式KTV。除丰岛区外，江户川区、新宿区的中国居民也均超过1万人，形成了三个万人规模的华人社区。
这些华人聚居区自然成为日本华语使用最频繁的地区。为满足华人子女的中文教育需求，东京出现了如睦新中文学校等教育机构，该校在關東地方11个地点开设了近70个中文班，为800多名华人子女提供华文教育。这种分散式的教学模式也反映了日本华语使用者的地理分布特点。

### 引用
1. ↑  聯合新聞網. . 聯合新聞網.   [2025-08-18] （中文（臺灣））.
2. 1 2  . www.lunwendata.com.   [2025-08-18].
3. 1 2  . news.sina.com.cn.   [2025-08-18].
4. 1 2  . shuangyashan.dbw.cn.   [2025-08-18].
5. ↑  . www.getit01.com.   [2025-08-18].
6. 1 2  . www.sohu.com.   [2025-08-18].
7. ↑  . www.517japan.com.   [2025-08-18].
8. ↑  . www.zeelive.com.tw.   [2025-08-18].